# اجواتویکا

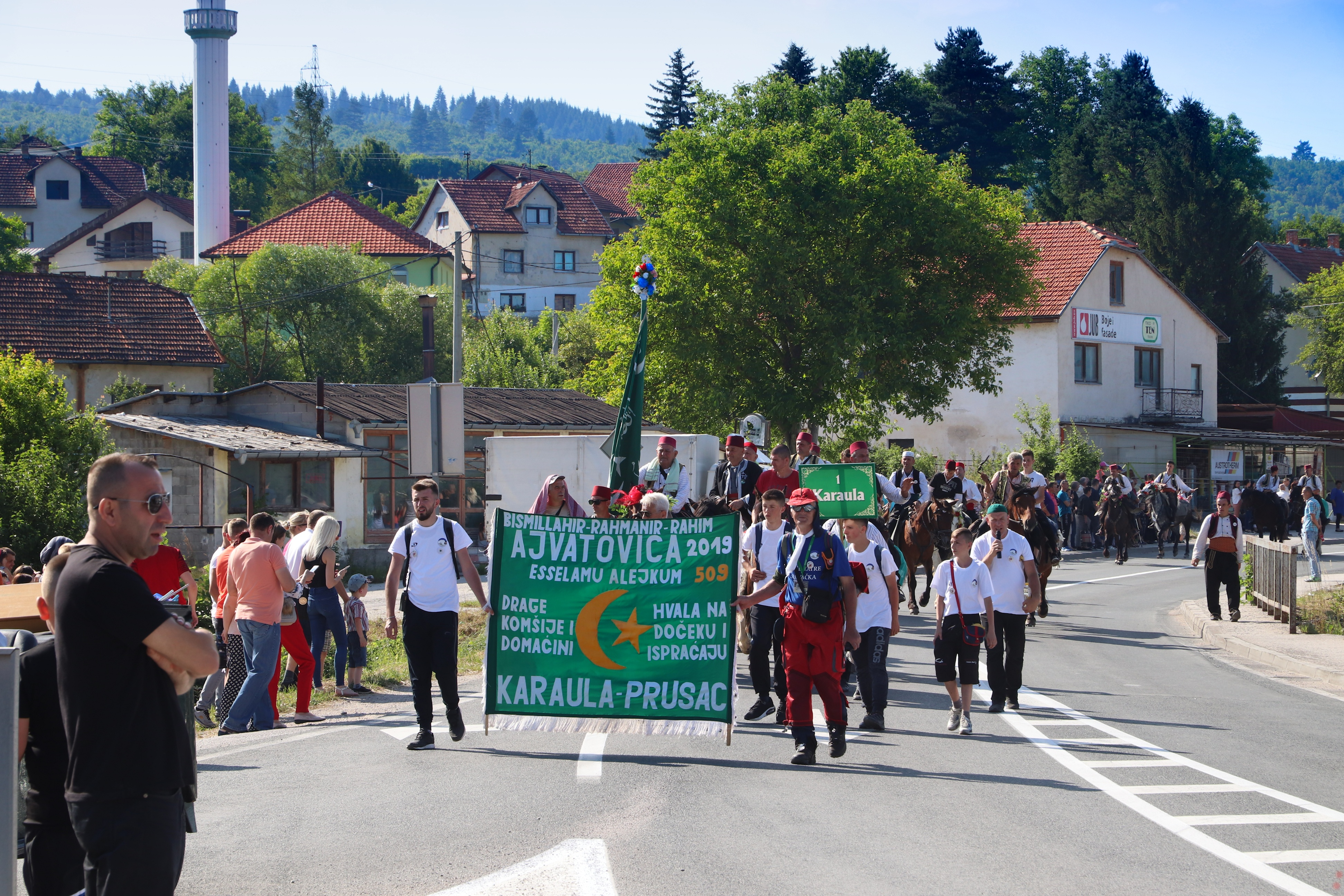
اجواتیکا

آیواتوویتسا (به لاتین: Ajvatovica) یک رویداد فرهنگی، مذهبی و سنتی اسلامی در اروپا است.